# Teatro de sombras

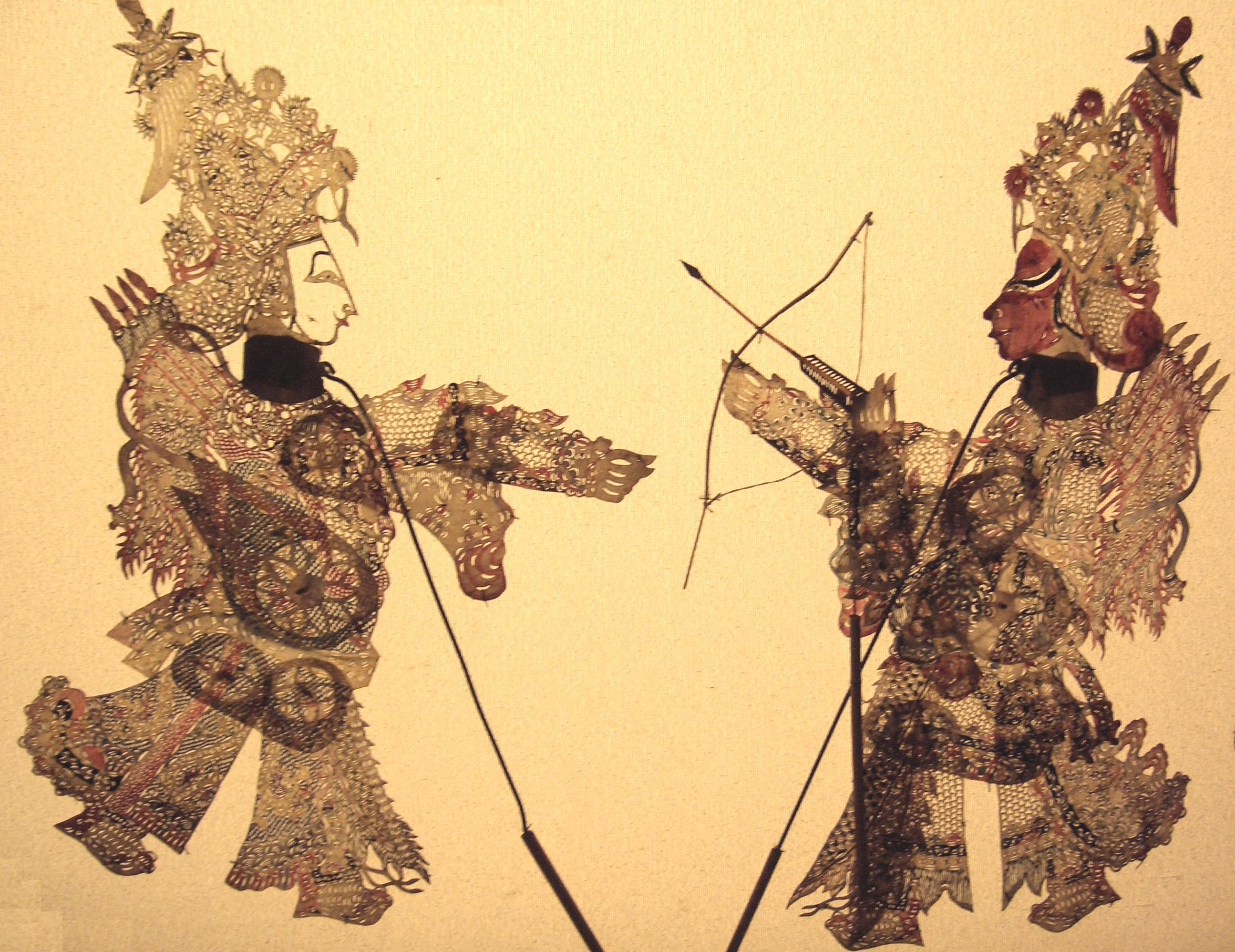
Personagens do teatro de sombras chinês

O teatro de sombras (pinyin: pi ying xi) é uma arte muito antiga de contar histórias e de entretenimento que usa bonecos de sombra. As imagens produzidas pelos bonecos podem ter diversas cores e outros tipos de detalhes. Muitos efeitos podem ser alcançados através da movimentação tanto dos bonecos quanto da fonte de luz. Um marionetista (pessoa que controlas as marionetes ou aquele que faz as marionetes ) talentoso pode fazer as figuras parecerem andar, dançar, lutar, acenar com a cabeça, cantar e rir.
Essa arte é praticada por grupos de mais de 20 países. O teatro das sombras é uma velha tradição e tem uma longa história no Sudeste da Ásia; especialmente na Indonésia, Malásia, Tailândia e Camboja. É também considerada uma arte antiga em outras partes da Ásia como na China, Índia e Nepal. É também conhecida no Ocidente, da Turquia, Grécia até a França. É uma forma popular de entretenimento tanto para crianças quanto para adultos em muitos países ao redor do mundo inteiro.

## A origem lendária
Existe uma lenda chinesa a respeito da origem do teatro de sombras. No ano 121, o imperador Wu Ti, da dinastia Han, desesperado com a morte de sua bailarina favorita, teria ordenado ao mago da corte que a trouxesse de volta do "Reino das Sombras", caso contrário ele seria decapitado.
O mago usou a sua imaginação e, com uma pele de peixe macia e transparente, confeccionou a silhueta de uma bailarina. Depois, ordenou que, no jardim do palácio, fosse armada uma cortina branca contra a luz do sol, de modo que deixasse transparecer a luz.
No dia da apresentação ao imperador e sua corte, o mago fez surgir, ao som de uma flauta, a sombra de uma bailarina movimentando-se com leveza e graciosidade. Neste momento, teria surgido o teatro de sombras, que agora se tornou uma forma de arte.

## Diferentesideogramasdesignam variações desta arte ainda praticada na China atual
- 中國影戏 (pinyin: zhōng guó ying xi), é o termo que designa o teatro de sombras chinês em geral.
- 皮影戏, (pinyin: pi ying xi), é o teatro de sombras que emprega marionetes de couro. As figuras das personagens são movimentadas por trás de uma fina tela, tão fina que suas silhuetas coloridas ganham alguma cor.
- 纸影戏, (pinyin: zhi ying xi),  é o teatro de sombras com figuras de papel.

## Galeria

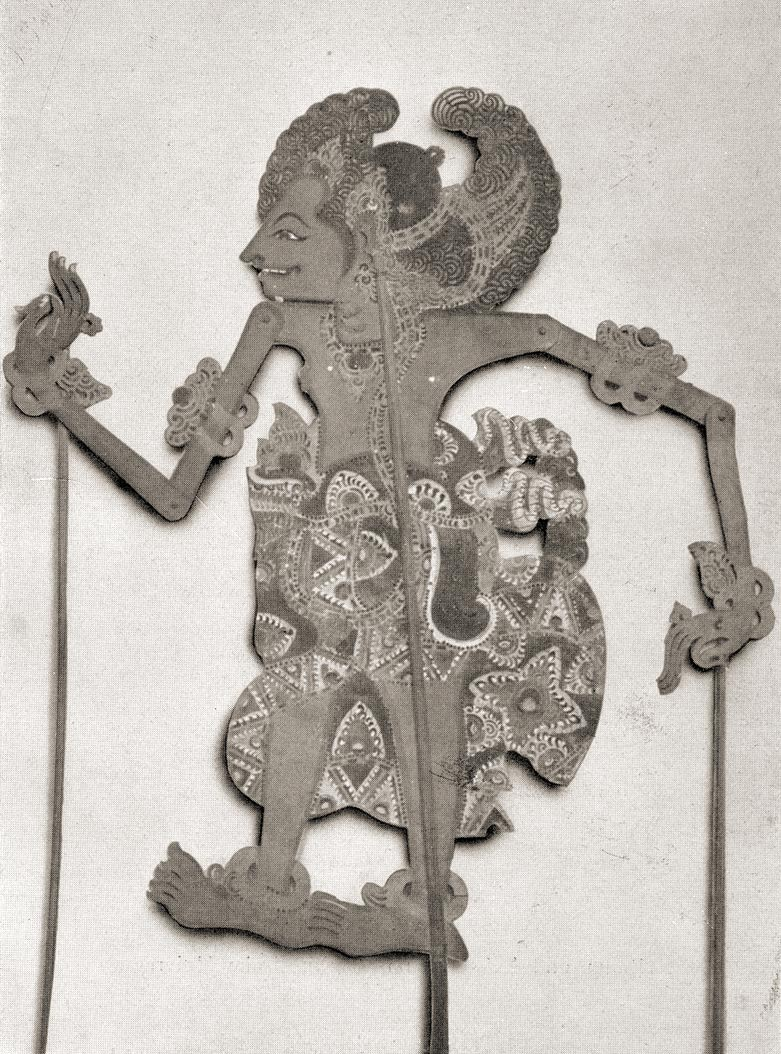
Wayang kulit bonecos de sombra de Bali, Indonésia
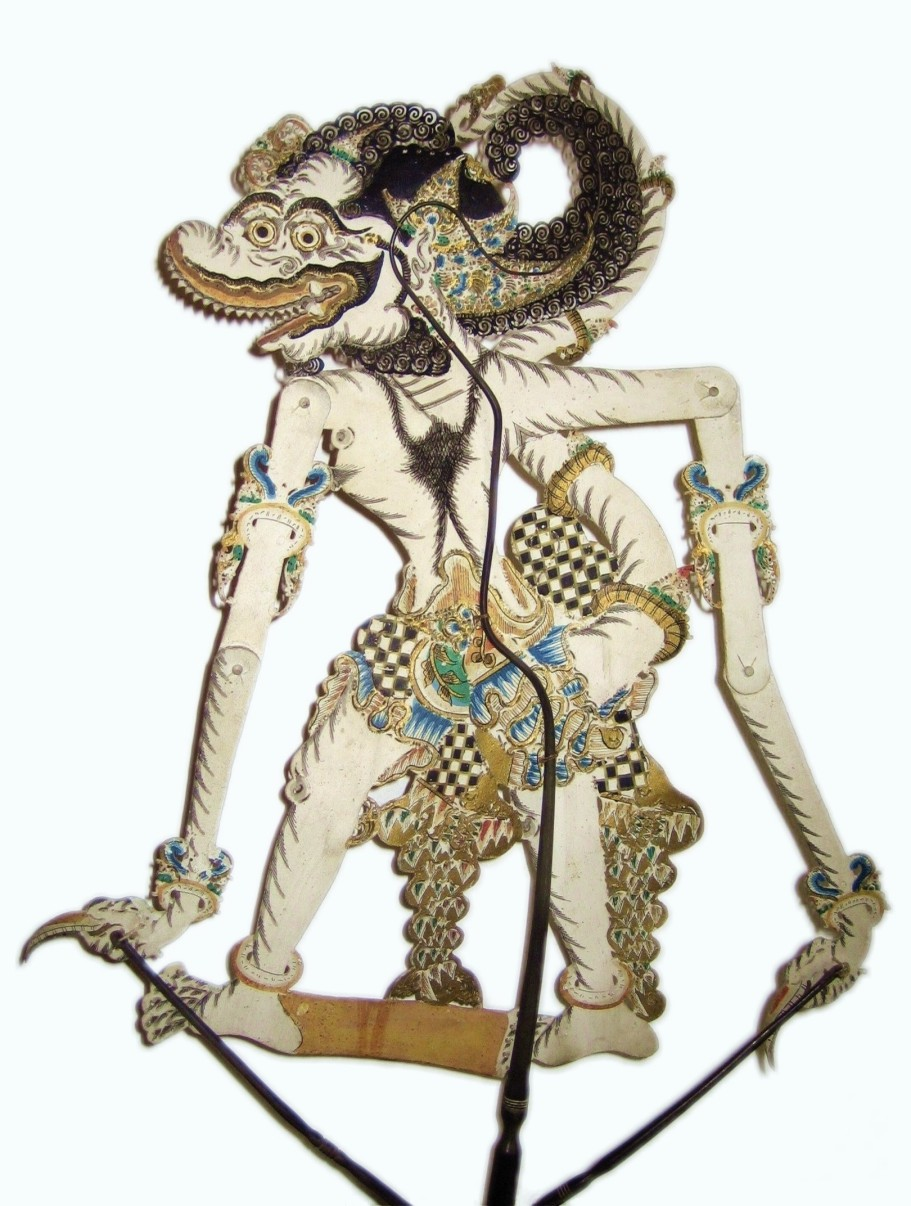
Marionete Wayang kulit
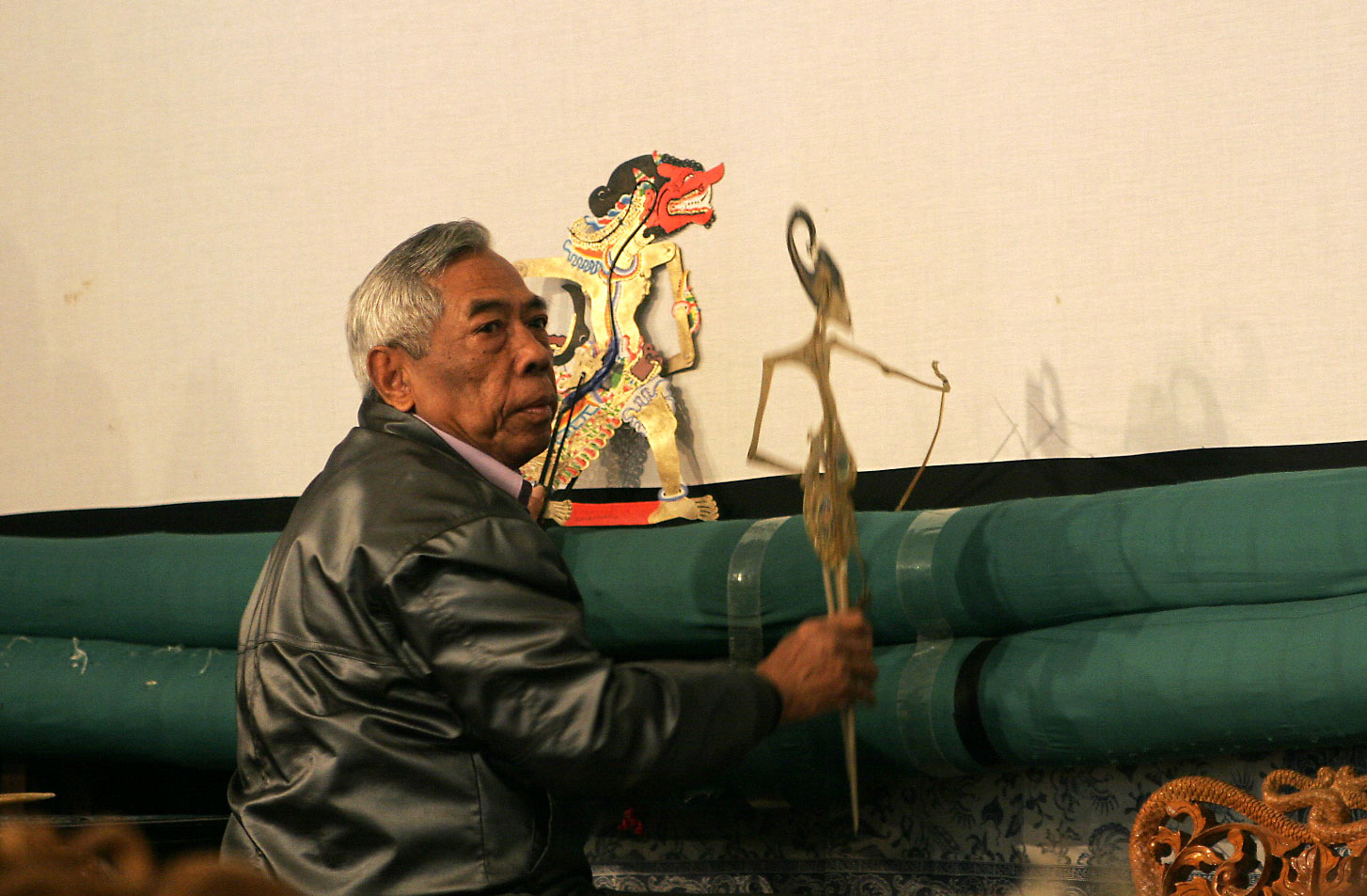
Manipulador de bonecos indonésio
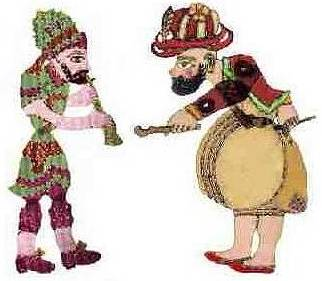
Karagöz e Hacivat, personagens do teatro de sombras turco